# Црвене букве
„Црвене букве” (енгл. The Adventure of the Copper Beeches) је једна од 56 приповедака о Шерлоку Холмсу које је написао Артур Конан Дојл и дванаеста је и последња прича у Авантурама Шерлока Холмса. Објављена је у часопису The Strand Magazine у јуну 1892. године.

## Радња
Вајолет Хантер посећује Шерлока Холмса и пита га да ли би требало да прихвати посао гувернанте — посао са изузетним условима. Примамљује је феноменална плата која је, како је првобитно понуђена, 100 фунти годишње, а касније је повећана на 120 фунти када је госпођица Хантер одбила да да скрати своју дугу косу (њена претходна позиција плаћала ју је 48 фунти годишње). Ово је само један од многих необичних услова на које она мора да пристане. Послодавац, Џефро Рукасл, делује довољно пријатно, али госпођица Хантер је сумњичава.
Она најављује Холмсу, након понуде повећања плате, да ће прихватити посао, а Холмс предлаже да ће га, ако буде потребан, телеграм довести у Хемпшир, где се налази сеоско имање господина Рукасла, „Црвене букве”.
После две недеље, Холмс добија поруку у којој га она моли да дође да је види у Винчестеру. Госпођица Хантер им прича једну од најнеобичнијих прича коју су икада чули. Господин Рукасл би понекад дао да госпођица Хантер обуче специфичну јаркоплаву хаљину и да седи у предњем делу собе и чита, окренута леђима према предњем прозору. Почела је да сумња да постоји нешто ван прозора што не би требало да види, а комадић огледала сакривен у њеној марамици показао јој је да је у праву: на путу је стајао човек који је гледао према кући.
На још једној таквој сесији, господин Рукасл је испричао низ смешних прича које су засмејавале госпођицу Хантер све док није постала прилично уморна. Једина запањујућа ствар у вези са овим је била та што се госпођа Рукасл није смејала, а чак се није ни осмехивала.
Било је и других непријатних ствари у вези са домаћинством. Шестогодишње дете о коме је требало да се брине било је запањујуће окрутно према малим животињама. Слуге, господин и госпођа Толер, били су прилично намћорасти пар. Велики мастиф је држан на имању и увек је био изгладњиван. Пуштали су га да шета имањем ноћу, а госпођица Хантер је упозорена да не прелази праг кад падне мрак. Такође, Толер, који је често био пијан, једини је имао контролу над псом.
Госпођица Хантер је такође открила нешто што је изгледало као њена сопствена коса у закључаној фиоци. Међутим, након провере сопственог пртљага, испоставило се да то није њена коса, али је у сваком погледу била идентична оној у пртљагу госпођице Хантер, чак и по необичној боји.
Међутим, оно што највише узнемирава у домаћинству било је мистериозно крило куће. Госпођица Хантер је посматрала део куће за који се чинило да није коришћен. Прозори су били или прљави или затворени, а једном је видела господина Рукасла како излази кроз врата која воде у крило изгледајући веома узнемирено. Касније је објаснио да је користио ту собу као тамну комору за развој фотографија, али госпођица Хантер није била убеђена.
Када је био пијан, Толер је оставио кључеве у брави на вратима мистериозног крила. Госпођица Хантер се ушуњала. Она је сматрала да је место сабласно, а када је приметила сенку која се креће са друге стране закључаних врата, успаничила се и истрчала право у наручје господина Рукасла. Господин Рукасл јој то није замерио; уместо тога, он се претварао да је теши. Међутим, он је претеривао са својим чином и упозорио ју је на сумње, наводећи је да тврди да ништа није видела. У тренутку, његов израз лица се променио од утехе до беса.
Уз помоћ великог детектива, открива се да је неко држан као затвореник у забрањеном крилу. Сврха ангажовања госпођице Хантер постаје јасна: њено присуство је требало да убеди човека који је посматрао са пута да Рукаслова ћерка Алис, претходно непозната госпођици Хантер и на коју она личи, више није заинтересована да га види.
Холмс, доктор Вотсон и госпођица Хантер налазе да је тајна соба госпођице Рукасл празна; Рукасл долази и мисли да су њих троје помогли његовој ћерки да побегне и одлази по мастифа да нападне преступнике. На несрећу по Рукасла, пас је случајно гладовао дуже него обично и уместо тога је напао њега. Вотсон пуца у пса из револвера. Касније, госпођа Толер потврђује Холмсову теорију о Рукасловој ћерки и открива да је, када је Алис постала пунолетна, требало да добије ренту из тестамента своје покојне мајке; Рукасл је прогањао и покушао да натера своју ћерку да препише контролу над наследством на њега, што је само резултирало тиме да је Алис добила запаљење мозга; то је објаснило одсечену косу. Рукасл је тада покушао да држи Алис подаље од њеног вереника тако што ју је затворио у мистериозно крило и ангажовао госпођицу Хантер да имитира Алис.
Рукаслова ћерка је побегла са својим вереником и убрзо су се венчали. Вотсон примећује како изгледа да је Холмса привукла госпођица Хантер. Међутим, на његово разочарење, Холмс не показује интересовање за госпођицу Хантер након што је мистерија решена, што је била права сила иза његових осећања. Рукасл преживљава као инвалид, у животу га одржава само његова друга жена. Госпођица Хантер касније постаје управитељица женске школе, где постиже „знатан успех”.

## Историја објављивања
Приповетка „Црвене букве” први пут је објављена у британском часопису The Strand Magazine у јуну 1892. године, док је у Сједињеним Државама објављена у америчкој верзији овог часописа месец дана касније. Прича је објављена са десет илустрација Сиднија Паџета у истом часопису. Ова приповетка је укључена у збирку кратких прича Авантуре Шерлока Холмса, која је објављена у октобру 1892. године.

## Адаптације

### Филм и телевизија
Прича је адаптирана као кратки неми филм Црвене букве (1912), са Жоржом Тревилом у главној улози, а филм је режирао, мада непотписан, Адријен Кајар. Црвене букве (1912) биле су једна у низу од осам адаптација немих филмова о Холмсовим причама које је заправо надгледао Конан Дојл. Ово је једини који је преживео. Измењен је у неколико аспеката. Уместо да почне посетом госпође Хантер у Улици Бејкер како би испричала своју причу, филм почиње тако што Рукасл покушава да натера своју ћерку да потпише своја права на своје богатство, а затим нареди њеном веренику да оде са његовог имања. Рукасл потом закључава своју ћерку. У филму има само Холмса (без Вотсона), а нема појављивања госпође Рукасл нити слуга, нити постоји мастиф. Шема зашто Рукасл жели да госпођа Хантер подшиша косу и стоји поред прозора је иста, али мотив је другачији: Рукасл жели да намами вереника назад како би се претварао да га је упуцао као преступника. На крају Холмс и полиција заробе Рукасла, а ћерка и њен вереник се поново срећу.
Још једна адаптација у виду кратког немог филма, Црвене букве (1921), објављена је као део филмског серијала са Еје Норвудом у главној улози.
Прича је адаптирана као „Црвене букве”, епизода серије Шерлок Холмс из 1965. у којој глуме Даглас Вилмер као Холмс, Најџел Сток као Вотсон, Сузан Нив као Вајолет Хантер и Патрик Вајмарк као Џефро Рукасл.
„Црвене букве” је епизода серије Авантуре Шерлока Холмса из 1985. године, са Џеремијем Бретом у улози Шерлока Холмса, Наташом Ричардсон у улози госпођице Хантер и Џосом Екландом као Рукаслом.

### Радио
„Црвене букве” је адаптирала Едит Мејзер као епизоду радио-серије Авантуре Шерлока Холмса. Епизода је емитована 17. новембра 1930. са Ричардом Гордоном у улози Шерлока Холмса и Лијем Ловелом као др Вотсоном. Још једна радио драматизација приче емитована је 5. маја 1935. (са Луисом Хектором као Холмсом и Ловелом као Вотсоном). Мејзерова је такође адаптирала причу као епизоду Нових авантура Шерлока Холмса са Бејзилом Ратбоном као Холмсом и Најџелом Брусом као Вотсоном. Епизода је емитована 6. октобра 1940. године. Друге драматизације приче емитоване су 7. маја 1943. (опет са Ратбоном и Брусом) и новембра 1947. (са Џоном Стенлијем као Холмсом и Алфредом Ширлијем као Вотсоном).
Причу је адаптирао Феликс Фелтон као радио продукцију која се емитовала на BBC Light програму 1955. године, као део радио-серије из 1952–1969. у којој су глумили Карлтон Хобс као Холмс и Норман Шели као Вотсон.
Адаптација је емитована на BBC радију 1978. са Баријем Фостером у улози Холмса и Дејвидом Баком као Вотсоном. Адаптирао ју је Мајкл Бејквел.
„Црвене букве” је драматизовао Питер Маки за BBC Radio 4 током 1991. године као епизоду радио-серије из 1989–1998. у којој су глумили Клајв Мерисон као Холмс и Мајкл Вилијамс као Вотсон. У њој су се појавили Роџер Хамонд као Џефро Рукасл и Имоџен Стабс као Вајолет Хантер.
Прича је адаптирана као епизода радио-серије Класичне авантуре Шерлока Холмса из 2015. године, са Џоном Патриком Лоуријем као Холмсом и Лоренсом Албертом као Вотсоном.

### Штампа
Питер Кенон је указао на паралеле између „Црвених букви” и приче Х. Ф. Лавкрафта „Слика у кући”.
У роману Рат светова Шерлока Холмса, Вајолет Хантер постаје друга супруга др Вотсона, што је поменуто у причи „Бледи војник”. Речено је да је Хантерова била удата за официра брода HMS Thunder Child.